# Das achte Gebot (1991)
Das achte Gebot ist ein Dokumentarfilm der Kernkraft-Trilogie mit den weiteren Filmen Spaltprozesse und Restrisiko.

## Inhalt und Absichten
Die Dokumentation behauptet, dass über fünf Jahrzehnte hinweg Menschen in allen Atomstaaten mit Täuschungsmanövern manipuliert wurden. Der Film umfasst die Zeitspanne von Otto Hahn bis hin zu Veba-Chef Bennigsen-Foerder, vom ersten Forschungsreaktor bis zur nicht gebauten Wiederaufarbeitungsanlage Wackersdorf, von den Kernwaffentests in Nevada bis zur Nuklearkatastrophe von Tschernobyl.

## Auszeichnungen
Der Film wurde mit drei Preisen geehrt: mit dem Hauptpreis bei der Ökomedia 1991, mit „Prädikat wertvoll“ von der Filmbewertungsstelle Wiesbaden (FBW) 1991 und dem Preis vom Verband der russischen Filmemacher beim Moskauer Umweltfilmfestival 1993.